# Dawid Wawrzyniak
Dawid Wawrzyniak (ur. 20 maja 1996) – polski lekkoatleta, skoczek wzwyż.
Medalista mistrzostw kraju w juniorskich kategoriach wiekowych. W 2015 roku po ustanowieniu rekordu życiowego (2,23) w swoim 18. skoku w konkursie został wicemistrzem Europy juniorów. Młodzieżowy mistrz Polski (2016).

## Osiągnięcia
| Rok  | Impreza                     | Miejsce    | Lokata     | Wynik |
| ---- | --------------------------- | ---------- | ---------- | ----- |
| 2015 | Mistrzostwa Europy juniorów | Eskilstuna | 2. miejsce | 2,23  |

## Rekordy życiowe
- Skok wzwyż – 2,23 (2015)